# Redneck
Redneck, Engels voor roodnek, is een minachtende term voor een arme blanke landarbeider in met name de Zuidelijke Verenigde Staten.

## Geschiedenis

### Oorsprong

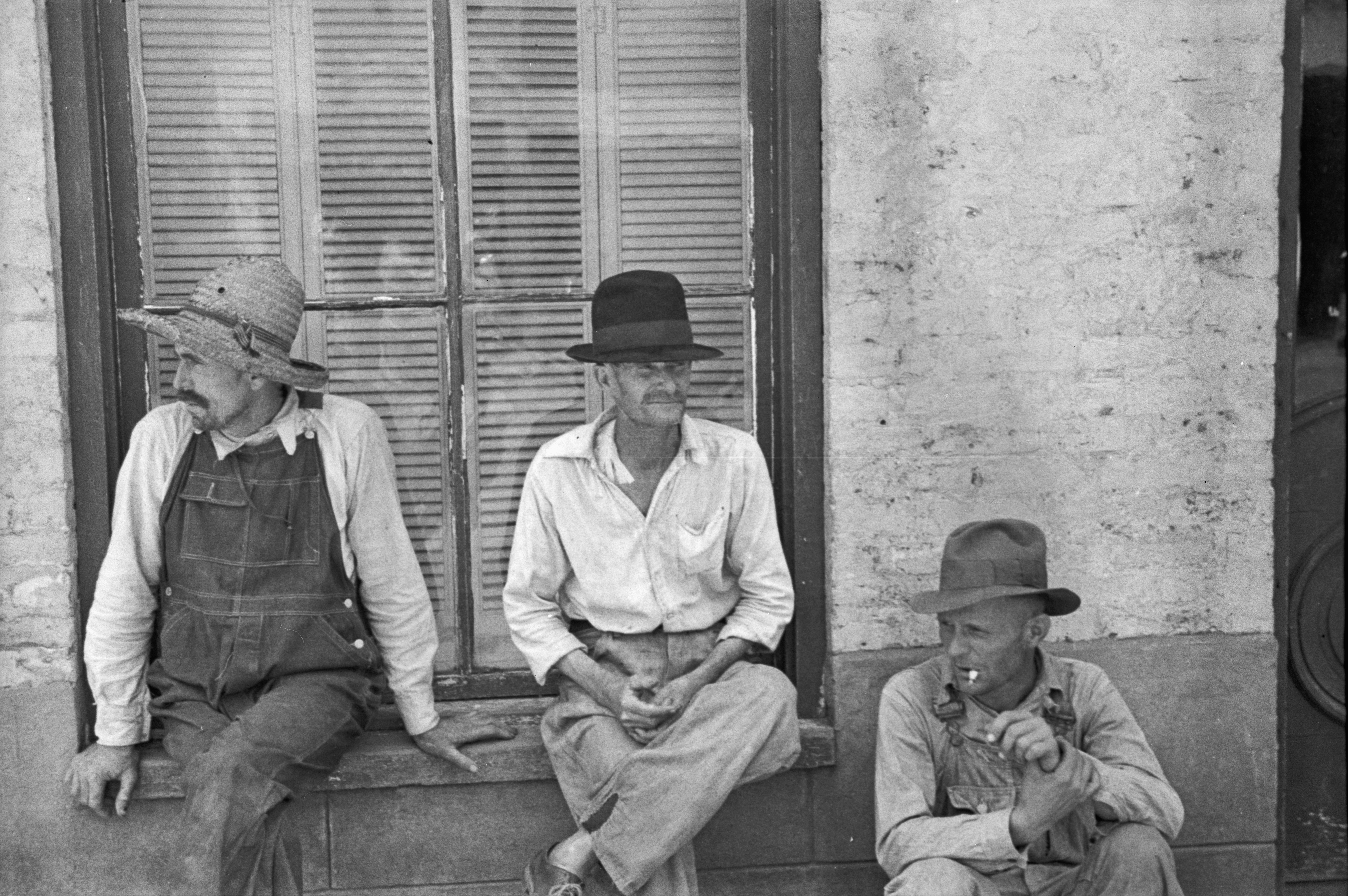
Katoenboeren in Alabama, 1936

De term redneck ontstond in de 19e eeuw. Hij sloeg oorspronkelijk op arme blanke landarbeiders in de zuidelijke Verenigde Staten. Deze werkten vele uren voorovergebogen op het land waarbij hun nek in de zon verbrandde. Al in 1893 werd volgens een Amerikaans dialectwoordenboek met "redneck" een 'arme bewoner van een plattelandstreek' bedoeld. Met het taalgebruik en het dialect van de rednecks werd vaak de spot gedreven.
Rednecks hadden een slechte naam. Ze waren vaak slachtoffer van fysieke bedreigingen en intimidatie. De frustraties hierover vierden ze bot op mensen die het nog moeilijker hadden dan zij; de gemeenschap van voormalige zwarte slaven. De meest vriendelijke portrettering van rednecks is te vinden in de met de Pulitzerprijs bekroonde roman uit 1933 Lamb in His Bosom van Caroline Miller waarin hun zware strijd om het dagelijkse bestaan beschreven wordt.

### Pellagra
De term redneck houdt wellicht verband met de vitaminedeficiëntieziekte pellagra, die onder de arme bevolking in de zuidelijke staten voorkwam als gevolg van veelvuldig onbewerkte maïs eten en (zelfgestookte) alcohol drinken. Dit resulteerde in een chronisch tekort aan nicotinezuur (vitamine B3) en het essentiële aminozuur tryptofaan. Een door pellagra aangedane huid is extra gevoelig voor zonlicht, en kleurt sneller rood.

### Voor WO II
Begin 20e eeuw werden met rednecks vaak laatdunkend de politieke fracties binnen de Democratische Partij aangeduid. De als zodanig aangeduide fracties bestonden veelal uit blanke boeren uit de zuidelijke staten en hadden overwegend conservatieve en rechtse opvattingen, passend in het tijdsbeeld van die periode. Dezelfde groep werd ook wel denigrerend aangeduid met "cracker", "clay eater", "linthead", "peckerwood", "buckra", "Hillbilly", "white trash" en "wool hat boy", door de rijke, gevestigde orde die zijden hoeden droegen.

### Na WO II
Later, in de eerste helft van dezelfde eeuw, werd redneck een algemene aanduiding voor vakbondsopstandelingen (union men), en werden ook de mijnwerkers uit West Virginia, Kentucky en Pennsylvania hiermee aangeduid. Het opstandige en afzetten tegen de gevestigde orde is een typisch kenmerk van de vaak rebelse groepen die met redneck worden aangeduid.
Hoewel in de eerste helft van de eeuw mensen vaak denigrerend bestempeld werden met de term redneck, identificeerden in de 2e helft van de 20e eeuw bevolkingsgroepen uit de arbeidersklasse zichzelf met rednecks. Hierbij staat het zich met trots afzetten dan wel in opstand komen van de arbeidersklasse tegen overheden en elite steeds centraal. De televisieserie The Dukes of Hazzard is een kenmerkende ludieke parodie hierop, waarbij de gemoedelijke plattelandsbevolking het opneemt tegen de belachelijk gemaakte en corrupte gevestigde orde.

### 21e eeuw
Rednecks buiten de US, en aanhangers hiervan hebben meestal voorliefde voor Amerika, met name het Amerika in de jaren 50 en 60. Op bijeenkomsten waarbij de muziekstijl, voertuigen aansluiten bij dat era, duiken ook de redneckkleding en -symboliek op. Buiten Amerika zijn ook de racistische vooroordelen ten aanzien van deze symboliek minder. Door rednecks worden de slachtoffers en overlevenden uit de burgeroorlog op evenementen vereerd.
Steeds vaker worden ook fascistische elementen met de term rednecks vereenzelvigd, en was er eind 20e eeuw al een grimmige sfeer rond de redneckcultuur ontstaan. Dit ontwikkelde zich in deze eeuw uiteindelijk dusdanig, dat het beeld van de redneck als oorspronkelijk hardwerkende, rebelse arbeider vervaagd is, en van rednecks doorgaans gedacht wordt dat ze extreemrechts, racistisch en gewelddadig zouden zijn. Door incidenten met individuen en groepen, die onder andere de rebelvlag als symboliek gebruiken of misschien wel misbruiken, wordt ook de vlag verder in diskrediet gebracht en het voeren hiervan steeds minder gewaardeerd. Dit alles leidde tot een sterk verminderd respect en begrip voor de 'southern values & heritage' (Zuidelijke waarden en erfgoed).

## Trivia

### Symbolieken

Oorlogsvlag

Marinevlag

Personen die zichzelf als Redneck identificeren, voeren als teken van trots en rebelse strijd doorgaans de 'rebelvlag', een langwerpige marinevariant van de vierkante oorlogsvlag, die ten tijde van de Amerikaanse Burgeroorlog (1861-65) door de geconfedereerde Staten van Amerika in het leven was geroepen, niet als symbool maar vanwege praktische doeleinden tijdens het oorlog voeren. Er bestaan echter verschillende en tegengestelde varianten in de uitleg over wat het voeren van de vlag in deze tijd betekent, waarbij het zich afzetten tegen de gevestigde orde een gemeenschappelijk element kan worden genoemd.
Door onder andere de redneckcultuur wordt deze rebelvlag uiteindelijk bekender dan de eigenlijke Vlag van de Geconfedereerde Staten van Amerika, en wordt vaak abusievelijk 'confederate vlag' genoemd. Zelfs overheidsinstanties verkiezen de marineoorlogsvlag variant vaak boven de officiële vlaggen omdat deze qua formaat en herkenning beter bij de andere vlaggen past.
Een andere bekende symboliek voor de rednecks is de 'Rebel Yell'. De strijdkreet stamt uit de burgeroorlog en diende onder andere om het moreel op te krikken en de vijand te intimideren. Rednecks gebruiken deze kreet ten tijde van een euforisch moment, zoals bij een applaus of fysieke prestatie.

### Muzikale invloeden
Regionale muzikale invloeden werden in grote mate bepaald door de afstammelingen van de zwarte slaven ("Afro-Amerikanen"), wat heeft geleid tot vele varianten van jazz-muziek, Hillbillymuziek, rock-'n-roll, rockabilly, countrymuziek, en blues. Naast de bij rednecks populaire hillbillymuziek ontwikkelt zich ook de eveneens populaire rock-'n-roll & rockabilly in het Amerikaanse zuiden van de jaren veertig/zestig, met sterren als Chuck Berry, Bo Diddley, Elvis Presley, Carl Perkins, Little Richard, Buddy Holly, Fats Domino en Jerry Lee Lewis. Tegenwoordig is er wereldwijd onder liefhebbers van deze muziek nog steeds affectie met de redneckcultuur en de daarbij behorende symboliek. Dat deze destijds als aanstootgevend ervaren muzikale stromingen, gespeeld door artiesten met niet altijd een onbevlekt blazoen, wereldwijd hebben kunnen doordringen wordt gezien als 'zuidelijk erfgoed' en toegeschreven aan dezelfde rebelse strijdbaarheid waarbij men zich afzette tegen het zeer puriteinse Amerika van toen.
Daar hier ook zwarte muzikanten een rol speelde, doet dit afbreuk aan de gedachte dat Rednecks en Redneck symbolieken racistisch zouden zijn.
Daarnaast bestaat er ook veel door rednecks geambieerde muziek die het leven in de zuidelijke staten verheerlijken en de heimwee hiernaar bezingen:
- "Suwannee river" van Al Jolson
- "Hey porter" van Johnny Cash
- "Jackson" Johnny Cash and June Carter
- "I wish I was in Dixie" (1859).

### Stereotypering
Aan rednecks worden vaak een aantal stereotiepe kenmerken toebedeeld. Zo zouden het blanke, meestal arme, laag opgeleide plattelandsbewoners zijn. Ook zouden rednecks enkel dialect spreken en een slechte taalvaardigheid hebben. Vanwege de fysieke arbeid zijn de mannelijke Rednecks regelmatig potige kerels. Rednecks hebben veelal een vorm van gezichtshaar en dragen doorgaans werkkleding zoals spijkerbroeken, tuinbroeken of camouflagekleding, al dan niet in combinatie met een hoed of baseballcap. Velen hebben een bedrijfsauto (pick-uptruck of bestelbusje) als enige vervoermiddel.
Een relatief hoog percentage rednecks zou:
- regelmatig roken.
- regelmatig drinken (vanwege beperkte financiële middelen oorspronkelijk vaak zelf gestookt).
- kauwgum en/of pruimtabak kauwen.
- tatoeages ambiëren.
- van de ruigere feesten met livemuziek houden.
- van (vuur)wapens, jagen en vissen houden.
- van snelle auto's, trucks, landbouwwerktuigen, boten en motoren etc. houden, met de daarbij behorende festiviteiten en evenementen.
- in eenvoudige onderkomens wonen.

Verder zijn de oorspronkelijk uit nood geboren simpele en goedkope oplossingen voor technische problemen kenmerkend voor de rednecks.